# کریگ چارلز
 کریگ چارلز (انگلیسی: Craig Charles؛ زادهٔ ۱۱ ژوئیهٔ ۱۹۶۴) یک هنرپیشه اهل بریتانیا است. وی از سال ۱۹۸۱ میلادی تاکنون مشغول فعالیت بوده‌است.